# Mycalesis obsoletus
Mycalesis obsoletus är en fjärilsart som beskrevs av Holland 1920. Mycalesis obsoletus ingår i släktet Mycalesis och familjen praktfjärilar. Inga underarter finns listade i Catalogue of Life.